# 세계 저축의 날
세계 저축의 날(World Savings Day)은 1924년 10월 31일 이탈리아 밀라노의 국제 저축은행 회의에서 제정되었다.
이탈리아의 필리포 라비자(Filippo Ravizza) 교수는 회의 마지막 날인 오늘을 "국제 저축의 날"로 선언했다. 스리프트 회의(Thrift Congress)의 결의안에서 '세계 저축의 날'은 전 세계적으로 저축을 장려하는 날이 되어야 한다고 결정했다. 저축을 촉진하기 위한 노력의 일환으로 저축은행은 학교, 성직자, 문화, 스포츠, 직업 및 여성 협회의 지원을 받아 일했다.
29개국의 대표들은 전 세계 대중에게 "저축의 생각"과 경제 및 개인과의 관련성을 상기시키기를 원했다. 세계 저축의 날은 보통 10월 30일이다. 이 날이 공휴일인 국가를 제외하고는 사람들이 저축한 돈을 계좌로 이체할 수 있도록 은행이 문을 여는 것이 사상이기 때문이다.
세계 저축의 날의 아이디어는 무에서 나온 것이 아니다. 더 높은 생활 수준을 얻고 경제를 확보하기 위해 돈을 저축한다는 생각에 전념했던 날들의 몇 가지 예가 있다. 주. 독일과 같은 다른 국가에서는 1923년 독일 통화 개혁으로 많은 사람들이 저축을 잃었기 때문에 저축에 대한 사람들의 신뢰를 회복해야 했다.
제2차 세계 대전 이후에도 세계 저축의 날은 계속되었고 1955년에서 1970년 사이에 그 인기가 절정에 달했다. 실제로 일부 국가에서는 진정한 전통이 되었다. 예를 들어 오스트리아에서는 저축의 공식 마스코트인 스페어프로(Sparefroh)라는 이름이 공화국의 대통령보다 더 높은 브랜드 인지도에 도달했으며 심지어 거리까지 도달했다. 1970년대에는 청소년을 위한 교육 잡지인 스페어프로저널(Sparefroh-Journal)이 400,000부를 발행했다.
오늘날 세계 저축의 날을 조직하는 은행들은 많은 사람들에게 은행 계좌가 없는 개발도상국에 초점을 두고있다. 저축 은행은 빈곤층이 보유한 저축 계좌 수를 두 배로 늘리기 위해 비정부 조직과 협력하는 것과 같은 특정 캠페인 및 이니셔티브를 통해 이들 국가에서 저축을 강화하는 데 중요한 역할을 한다.